# تله‌کابین توچال

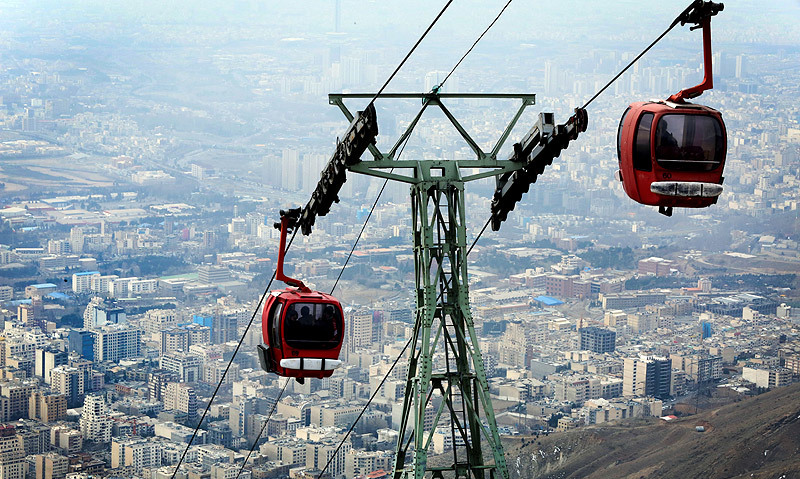
تله‌کابین توچال

تله‌کابین توچال در پایان خیابان ولنجک، مجموعه بام تهران و در ۳ کیلومتری میدان تجریش در منطقه شمیران در استان تهران واقع شده‌است.
پروژه ساخت تله کابین توچال با همکاری شرکت فرانسوی پوما در سال ۱۳۵۳ هجری شمسی آغاز گردید و در سال ۱۳۵۷ کار مسیر ایستگاه اول به دوم پایان یافت. تله کابین توچال در انتهای خیابان ولنجک و در ۳ کیلومتری میدان تجریش در منطقه شمیرانات واقع شده‌است.
این تله‌کابین دارای سه خط اصلی و سه خط تله‌سی‌یژ و یک خط تله‌اسکی می‌باشد. روی هم رفته درازای سه خط اصلی تله کابین نزدیک به ۷۵۰۰ متر می‌باشد که در میان تله کابین‌های نصب شده در دنیا یکی از طولانی‌ترین خطوط تله کابین پیوسته به‌شمار می‌رود. سرعت حرکت کابین‌ها در مسیر تله‌کابین، ۴ متر بر ثانیه می‌باشد.

## پیشینه
در سال ۱۳۵۳ کار ساخت تله‌کابین توچال بدست بهمن باتمانقلیچ و با همکاری شرکت فرانسوی «پوما» آغاز شد و در سال ۱۳۵۶ (خورشیدی) پایان یافت. اداره این مجموعه پس از مصادره به بنیاد مستضعفان انقلاب اسلامی واگذار شد.

## هتل
هتل توچال در ارتفاع ۳۵۴۵ متری از سطح دریا واقع شده و در سال۱۳۸۰ ساخت آن به اتمام رسیده و آماده بهره برداری شده. دارای ۳۰ اتاق و سوئیت است.

## امکانات ورزشی

### آکادمی تنیس و اسکی

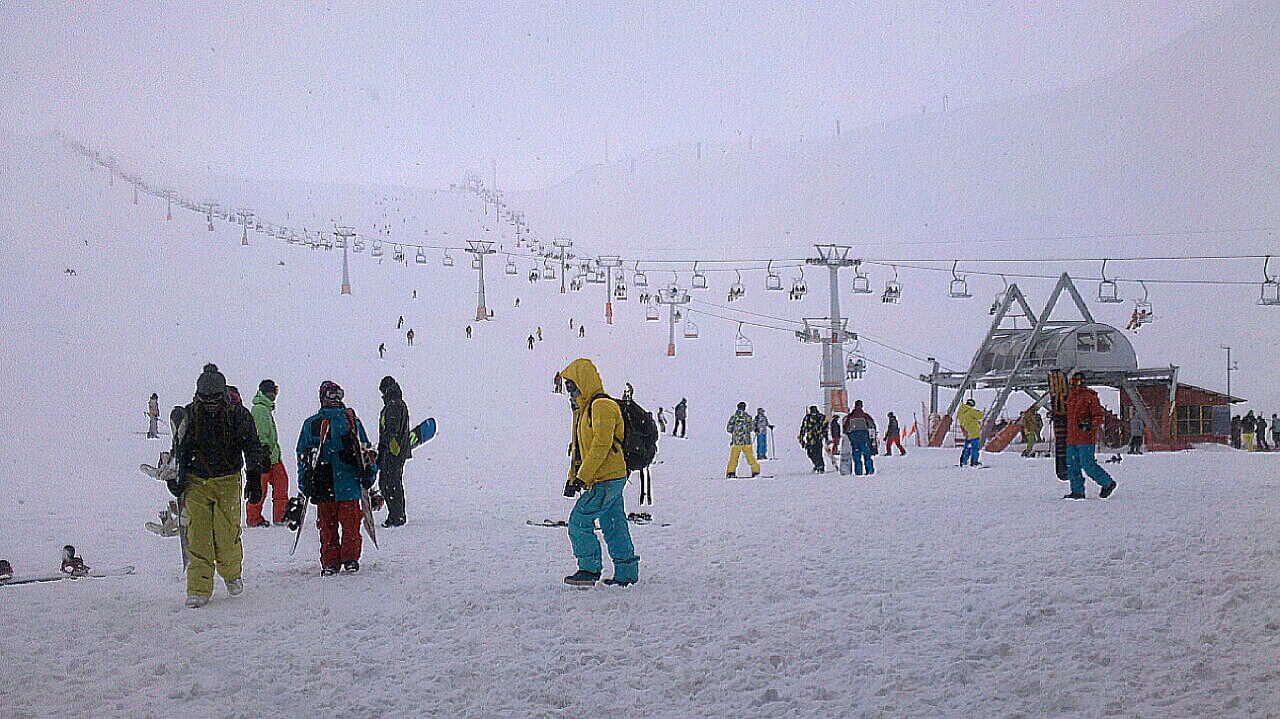
پیست اسکی توچال

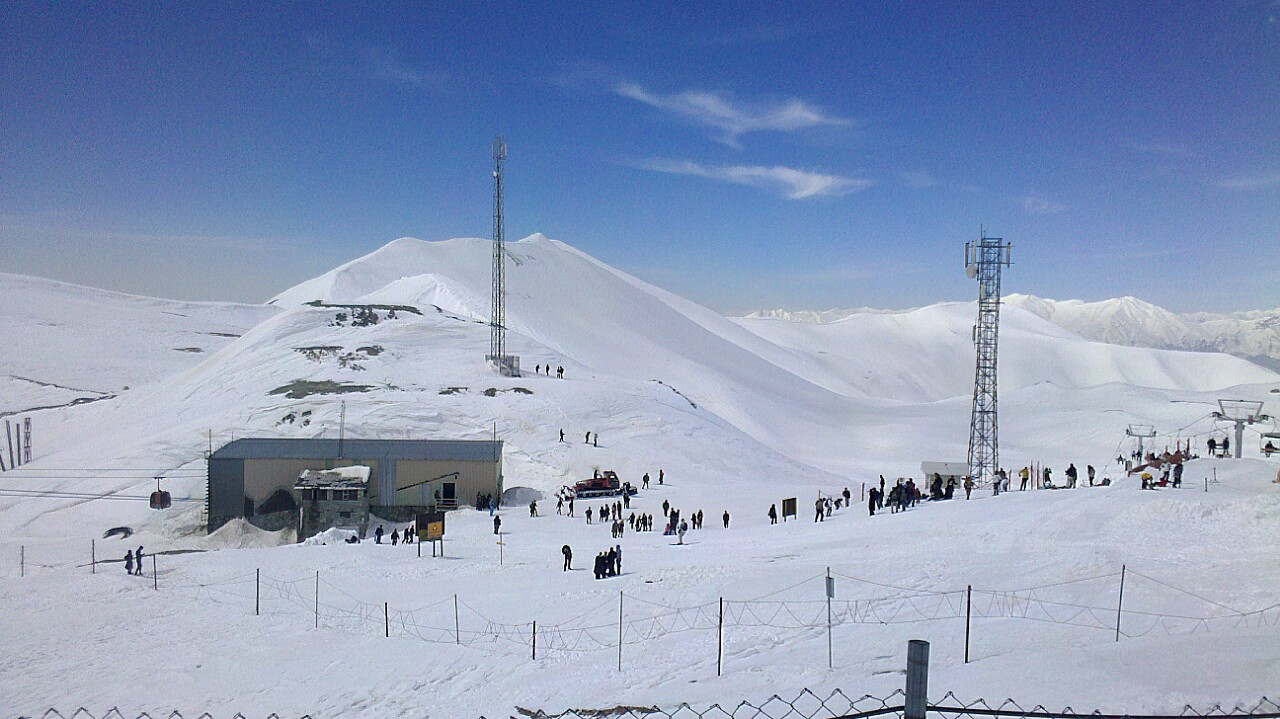
ایستگاه هفتم تله‌کابین و پیست اسکی توچال

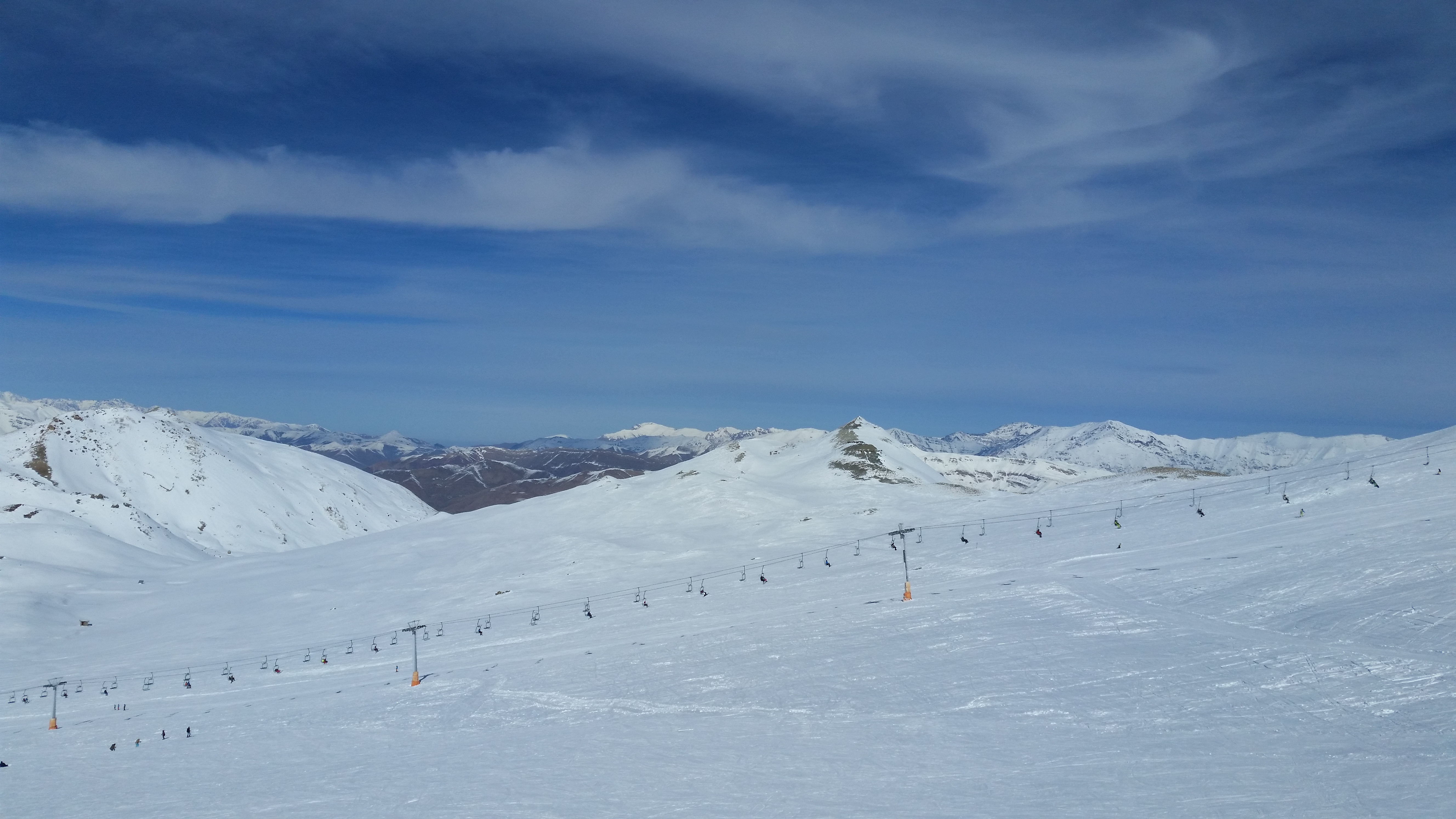
تله‌سی‌یژ پیست اسکی توچال در ایستگاه هفتم

این مجموعه دارای ۲ زمین تنیس به سر مربی گری کیان جلالی میباشد 
این مجموعه دارای ۳پیست جداگانه به شرح زیر است.

#### پیست اسکی ایستگاه هفتم (قله)
این پیست که از پایین قله توچال (۳۸۵۰ متر) آغاز شده و در هتل (۳۵۵۰ متر) پایان می‌پذیرد، دارای یک دستگاه تله‌سی‌یژ (دوپل‌مایر) و یک دستگاه تله‌اسکی است. درازای پیست ۱۲۰۰ متر است.
با توجه به بلندای پیست اسکی ایستگاه هفتم (بیش از ۳۵۰۰ متر از سطح دریا)، این پیست به همراه پیست اسکی آلوارس در دامنهٔ سبلان در استان اردبیل، نخستین پیست‌های اسکی برفگیر کشور هستند که بیش از هشت ماه در سال قابل بهره‌برداری است. همچنین در این پیست هاف پایپ (Half Pipe) نیز به کار گرفته می‌شود.

#### پیست اسکی ایستگاه هفتم (دامنه غربی)
پیست ایستگاه هفتم در اواخر دهه هفتاد شمسی راه اندازی گردید، این پیست در دامنه غربی کوه توچال جای گرفته‌است. چشم‌اندازهای بی‌همتای کوه‌های پیرامونی نمای ویژه‌ای به این پیست بخشیده‌است. درازای پیست ۹۰۰ متر است که بالاترین نقطه آن ۳۷۵۰ متر و پایین‌ترین نقطه آن هتل (۳۵۵۰ متر) است. همچنین در این پیست یک تله‌سی‌یژ پوما به کار گرفته شده‌است.

#### پیست اسکی ایستگاه هفتم به پنجم
درازای این پیست نزدیک به ۵۵۰۰ متر است که بلندترین نقطه آن ۳۷۵۰ متر بوده و تا نقطه‌ای در ایستگاه پنجم در ۲۹۴۰ متری پایان می‌گیرد. شایان یادآوری است که این پیست به دلیل نوساز بودن از امکانات تله‌سی‌یژ یا تله‌اسکی بی‌بهره است.

### کوه‌نوردی و پیاده‌روی
مسیر پیاده‌روی به طول ۲۰۰۰ متر از پارکینگ شروع و به ایستگاه اول ختم می‌شود. مسیر کوه‌نوردی نیز از ایستگاه اول شروع و تا قله توچال ادامه می‌یابد. در این مسیر که به طول ۱۷/۳کیلومتر می‌باشد، در این مسیر امکاناتی نظیر رستوران و پناهگاه و دو ایستگاه امداد و نجات هلال احمر در مجموعه در نظر گرفته شده‌است.

## روز و ساعات کاری
روزهای کاری تله کابین توچال (درصورت مساعد بودن شرایط جوی) در فصول بهره‌برداری برای اسکی هر روز هفته و ایام تعطیل (غیر از تعطیلات عزاداری) است که در شرایط خاص مانند تعمیرات یا سرویس اضطراری ممکن است این برنامه تغییر کند،
ساعات کاری تله کابین توچال در فصل اسکی نیز از ساعت 7 صبح روزهای عادی و 6 صبح در روزهای تعطیل و جمعه‌ها  تا ۱۲:۳۰ بعدازظهر (تا تکمیل ظرفیت) است. البته به علل مختلف از جمله شرایط جوی معمولاً با تاخیر انجام می‌شود.